# V603 Возничего
V603 Возничего (лат. V603 Aurigae) — двойная затменная переменная звезда типа W Большой Медведицы (EW) в созвездии Возничего на расстоянии приблизительно 1604 световых лет (около 492 парсеков) от Солнца. Видимая звёздная величина звезды — от +13,4m до +12,8m. Орбитальный период — около 0,3746 суток (8,9904 часов).

## Характеристики
Первый компонент — жёлтый карлик спектрального класса G. Радиус — около 1,53 солнечного, светимость — около 1,37 солнечной. Эффективная температура — около 5043 K.
Второй компонент — жёлтый карлик спектрального класса G.